# O Virgo splendens
«O Virgo splendens» («О сияющая Дева») — песня из сборника XIV века «Llibre Vermell», записанная на страницах 21v, 22r, с латинским текстом.
Это произведение — caça, средневековый канон, который может исполняться двуми или тремя голосами.
Об этом говорит надпись красными чернилами «Caça de duobus vel tribus» на странице 21v.
Сверху красным приписано «Antiphona dulcis armonia dulcissime virginis Marie de Monteserrato», то есть «Антифон сладчайшей гармонии в честь сладчайшей Девы Марии Монсерратской».
Это единственная песня в «Llibre Vermell», которая записана не в мензуральной нотации Ars nova, а квадратами.

## Слова
O Virgo splendens hic in monte celso
Miraculis serrato fulgentibus
ubique quem fideles conscendunt universi.
Eya pietatis occulo placato cerne ligatos fune peccatorum ne
infernorum ictibus graventur sed cum beatis tua prece vocentur…

## Переводы
О блистающая Дева,
Здесь, на высокой горе,
В сверканье удивительных чудес,
Куда поднимаются верующие изо всех краев.
О, своим нежным любящим взором
Окинь тех, кто пойман в силки зла,
Дабы не пришлось им переносить страданья ада,
Но пребывать твоим заступничеством с блаженными…
О сияющая Дева, озарённая Божественными чудесами, ты взираешь с высокой горы на паломников, поднимающихся к тебе.
Ах, твой любящий взгляд поддерживает связанных узами греха, исцеляет их от ударов ада.
Помоги им пребыть с избранными своим благословенным заступничеством…

## Музыка
- mp3-файл на сайте Atrium Maucamedi
- midi-файл на сайте Amaranth Publishing
- Ноты в формате PDF

## Записи
Исполнения «O virgo splendens» приведены на странице
http://www.medieval.org/emfaq/composers/vermell.html.